# 科里·奥布赖恩
科里·奥布赖恩（英語：Cory O'Brien，1972年6月20日—），澳大利亚男子摔跤运动员。他曾代表澳大利亚参加1994年、2002年和2010年英联邦运动会摔跤比赛，其中1994年英联邦运动会获得男子57公斤级自由式铜牌。